# Општина Танса (Јаши)
Танса (рум. Tansa) општина је у Румунији у округу Јаши.
Oпштина се налази на надморској висини од 364 m.